# Куримата

Куримата на карте штата.

Куримата (порт. Curimatá) — муниципалитет в Бразилии, входит в штат Пиауи. Составная часть мезорегиона Юго-запад штата Пиауи. Входит в экономико-статистический микрорегион Шападас-ду-Эстрему-Сул-Пиауиенси. Население составляет 10 761 человек на 2010 год. Занимает площадь 2337,537 км². Плотность населения — 4,60 чел./км².

## Демография
Согласно сведениям, собранным в ходе переписи 2010 г. Национальным институтом географии и статистики (IBGE), население муниципалитета составляет:
| Полное население                               | Полное население                               | Полное население                               | Полное население                               | 10 761 |
| ---------------------------------------------- | ---------------------------------------------- | ---------------------------------------------- | ---------------------------------------------- | ------ |
| в том числе:                                   | Городское население                            | 7084                                           | Процент городского населения, %                | 65,83  |
|                                                | Сельское население                             | 3677                                           | Процент сельского населения, %                 | 34,17  |
|                                                | Мужское население                              | 5455                                           | Процент мужского населения, %                  | 50,69  |
|                                                | Женское население                              | 5306                                           | Процент женского населения, %                  | 49,31  |
| Плотность населения, чел/км²                   | Плотность населения, чел/км²                   | Плотность населения, чел/км²                   | Плотность населения, чел/км²                   | 4,60   |
| Население муниципалитета в % к населению штата | Население муниципалитета в % к населению штата | Население муниципалитета в % к населению штата | Население муниципалитета в % к населению штата | 0,35   |

По данным оценки 2016 года, население муниципалитета — 11 121 житель.

## История
Город основан 29 октября 1953 года. 

## Статистика
- Валовой внутренний продукт на 2004 год составляет 17 283 518,00 реалов (данные: Бразильский институт географии и статистики).
- Валовой внутренний продукт на душу населения на 2004 год составляет 1668 реалов (данные: Бразильский институт географии и статистики).
- Индекс развития человеческого потенциала на 2000 год составляет 0,680 (данные: Программа развития ООН).

## География
В соответствии с классификацией Кёппена, климат относится к категории Ash.